# Liste des subdivisions administratives de la région autonome du Tibet

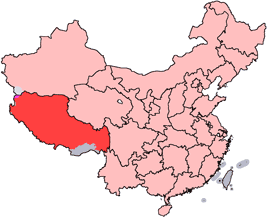
La région autonome du Tibet
(La zone grise, revendiquée par la Chine, correspond à la majeure partie de l'état indien de l'Arunachal Pradesh)

La structure administrative de la région autonome du Tibet en République populaire de Chine, est constituée des trois niveaux suivants :
- 7 subdivisions de niveau préfecture
  - 1 ville-préfecture
  - 6 préfectures
- 73 subdivisions de niveau district
  - 1 ville-district
  - 71 xian
  - 1 district
- 692 subdivisions de niveau canton
  - 140 bourgs
  - 535 cantons
  - 8 cantons ethniques
  - 9 sous-districts

La table ci-dessous donne uniquement la liste des divisions de niveau préfecture et de niveau district.
| Niveau préfecture                           | Niveau district                | Niveau district     | Niveau district    |
| Niveau préfecture                           | Nom                            | Chinois (simplifié) | Pinyin             |
| ------------------------------------------- | ------------------------------ | ------------------- | ------------------ |
| Ville de Lhassa 拉萨市 Lāsà Shì             | District de Chengguan          | 城关区              | Chéngguān Qū       |
| Ville de Lhassa 拉萨市 Lāsà Shì             | Xian de Lhünzhub               | 林周县              | Línzhōu Xiàn       |
| Ville de Lhassa 拉萨市 Lāsà Shì             | Xian de Damxung                | 当雄县              | Dāngxióng Xiàn     |
| Ville de Lhassa 拉萨市 Lāsà Shì             | Xian de Nyêmo                  | 尼木县              | Nímù Xiàn          |
| Ville de Lhassa 拉萨市 Lāsà Shì             | Xian de Qüxü                   | 曲水县              | Qūshuǐ Xiàn        |
| Ville de Lhassa 拉萨市 Lāsà Shì             | Xian de Doilungdêqên           | 堆龙德庆县          | Duīlóngdéqìng Xiàn |
| Ville de Lhassa 拉萨市 Lāsà Shì             | Xian de Dagzê                  | 达孜县              | Dázī Xiàn          |
| Ville de Lhassa 拉萨市 Lāsà Shì             | Xian de Maizhokunggar          | 墨竹工卡县          | Mòzhúgōngkǎ Xiàn   |
| Préfecture de Nagchu 那曲地区 Nàqū Dìqū     | Xian de Nagchu                 | 那曲县              | Nàqū Xiàn          |
| Préfecture de Nagchu 那曲地区 Nàqū Dìqū     | Xian de Lhari                  | 嘉黎县              | Jiālí Xiàn         |
| Préfecture de Nagchu 那曲地区 Nàqū Dìqū     | Xian de Biru                   | 比如县              | Bǐrú Xiàn          |
| Préfecture de Nagchu 那曲地区 Nàqū Dìqū     | Xian de Nyainrong              | 聂荣县              | Nièróng Xiàn       |
| Préfecture de Nagchu 那曲地区 Nàqū Dìqū     | Xian d'Amdo                    | 安多县              | Ānduō Xiàn         |
| Préfecture de Nagchu 那曲地区 Nàqū Dìqū     | Xian de Xainza                 | 申扎县              | Shēnzhā Xiàn       |
| Préfecture de Nagchu 那曲地区 Nàqū Dìqū     | Xian de Sog                    | 索县                | Suǒ Xiàn           |
| Préfecture de Nagchu 那曲地区 Nàqū Dìqū     | Xian de Baingoin               | 班戈县              | Bāngē Xiàn         |
| Préfecture de Nagchu 那曲地区 Nàqū Dìqū     | Xian de Baqên                  | 巴青县              | Bāqīng Xiàn        |
| Préfecture de Nagchu 那曲地区 Nàqū Dìqū     | Xian de Nyima                  | 尼玛县              | Nímǎ Xiàn          |
| Préfecture de Nagchu 那曲地区 Nàqū Dìqū     | District spécial de Shuanghu 1 | 双湖特别区          | Shuānghú Tèbié Qū  |
| Préfecture de Qamdo 昌都地区 Chāngdū Dìqū   | Xian de Qamdo                  | 昌都县              | Chāngdū Xiàn       |
| Préfecture de Qamdo 昌都地区 Chāngdū Dìqū   | Xian de Jomda                  | 江达县              | Jiāngdá Xiàn       |
| Préfecture de Qamdo 昌都地区 Chāngdū Dìqū   | Xian de Gonjo                  | 贡觉县              | Gòngjué Xiàn       |
| Préfecture de Qamdo 昌都地区 Chāngdū Dìqū   | Xian de Riwoqê                 | 类乌齐县            | Lèiwūqí Xiàn       |
| Préfecture de Qamdo 昌都地区 Chāngdū Dìqū   | Xian de Dêngqên                | 丁青县              | Dīngqīng Xiàn      |
| Préfecture de Qamdo 昌都地区 Chāngdū Dìqū   | Xian de Zhag'yab               | 察雅县              | Cháyǎ Xiàn         |
| Préfecture de Qamdo 昌都地区 Chāngdū Dìqū   | Xian de Baxoi                  | 八宿县              | Bāsù Xiàn          |
| Préfecture de Qamdo 昌都地区 Chāngdū Dìqū   | Xian de Zogang                 | 左贡县              | Zuǒgòng Xiàn       |
| Préfecture de Qamdo 昌都地区 Chāngdū Dìqū   | Xian de Markam                 | 芒康县              | Mángkāng Xiàn      |
| Préfecture de Qamdo 昌都地区 Chāngdū Dìqū   | Xian de Lhorong                | 洛隆县              | Luòlóng Xiàn       |
| Préfecture de Qamdo 昌都地区 Chāngdū Dìqū   | Xian de Banbar                 | 边坝县              | Biānbà Xiàn        |
| Préfecture de Nyingchi 林芝地区 Línzhī Dìqū | Xian de Nyingchi               | 林芝县              | Línzhī Xiàn        |
| Préfecture de Nyingchi 林芝地区 Línzhī Dìqū | Xian de Gongbo'gyamda          | 工布江达县          | Gōngbùjiāngdá Xiàn |
| Préfecture de Nyingchi 林芝地区 Línzhī Dìqū | Xian de Mainling               | 米林县              | Mǐlín Xiàn         |
| Préfecture de Nyingchi 林芝地区 Línzhī Dìqū | Xian de Mêdog                  | 墨脱县              | Mòtuō Xiàn         |
| Préfecture de Nyingchi 林芝地区 Línzhī Dìqū | Xian de Bomi                   | 波密县              | Bōmì Xiàn          |
| Préfecture de Nyingchi 林芝地区 Línzhī Dìqū | Xian de Zayü                   | 察隅县              | Cháyú Xiàn         |
| Préfecture de Nyingchi 林芝地区 Línzhī Dìqū | Xian de Nang                   | 朗县                | Lǎng Xiàn          |
| Préfecture de Shannan 山南地区 Shānnán Dìqū | Xian de Nêdong                 | 乃东县              | Nǎidōng Xiàn       |
| Préfecture de Shannan 山南地区 Shānnán Dìqū | Xian de Zhanang                | 扎囊县              | Zhānáng Xiàn       |
| Préfecture de Shannan 山南地区 Shānnán Dìqū | Xian de Gonggar                | 贡嘎县              | Gònggā Xiàn        |
| Préfecture de Shannan 山南地区 Shānnán Dìqū | Xian de Sangri                 | 桑日县              | Sāngrì Xiàn        |
| Préfecture de Shannan 山南地区 Shānnán Dìqū | Xian de Qonggyai               | 琼结县              | Qióngjié Xiàn      |
| Préfecture de Shannan 山南地区 Shānnán Dìqū | Xian de Qusum                  | 曲松县              | Qūsōng Xiàn        |
| Préfecture de Shannan 山南地区 Shānnán Dìqū | Xian de Comai                  | 措美县              | Cuòměi Xiàn        |
| Préfecture de Shannan 山南地区 Shānnán Dìqū | Xian de Lhozhag                | 洛扎县              | Luòzhā Xiàn        |
| Préfecture de Shannan 山南地区 Shānnán Dìqū | Xian de Gyaca                  | 加查县              | Jiāchá Xiàn        |
| Préfecture de Shannan 山南地区 Shānnán Dìqū | Xian de Lhünzê                 | 隆子县              | Lóngzǐ Xiàn        |
| Préfecture de Shannan 山南地区 Shānnán Dìqū | Xian de Cuona                  | 错那县              | Cuònà Xiàn         |
| Préfecture de Shannan 山南地区 Shānnán Dìqū | Xian de Nagarzê                | 浪卡子县            | Làngkǎzǐ Xiàn      |
| Préfecture de Xigazê 日喀则地区 Rìkāzé Dìqū | Ville de Xigazê                | 日喀则市            | Rìkāzé Shì         |
| Préfecture de Xigazê 日喀则地区 Rìkāzé Dìqū | Xian de Namling                | 南木林县            | Nánmùlín Xiàn      |
| Préfecture de Xigazê 日喀则地区 Rìkāzé Dìqū | Xian de Gyangzê                | 江孜县              | Jiāngzī Xiàn       |
| Préfecture de Xigazê 日喀则地区 Rìkāzé Dìqū | Xian de Tingri                 | 定日县              | Dìngrì Xiàn        |
| Préfecture de Xigazê 日喀则地区 Rìkāzé Dìqū | Xian de Sa'gya                 | 萨迦县              | Sàjiā Xiàn         |
| Préfecture de Xigazê 日喀则地区 Rìkāzé Dìqū | Xian de Lhazê                  | 拉孜县              | Lāzī Xiàn          |
| Préfecture de Xigazê 日喀则地区 Rìkāzé Dìqū | Xian de Ngamring               | 昂仁县              | Ángrén Xiàn        |
| Préfecture de Xigazê 日喀则地区 Rìkāzé Dìqū | Xian de Xaitongmoin            | 谢通门县            | Xiètōngmén Xiàn    |
| Préfecture de Xigazê 日喀则地区 Rìkāzé Dìqū | Xian de Bainang                | 白朗县              | Báilǎng Xiàn       |
| Préfecture de Xigazê 日喀则地区 Rìkāzé Dìqū | Xian de Rinbung                | 仁布县              | Rénbù Xiàn         |
| Préfecture de Xigazê 日喀则地区 Rìkāzé Dìqū | Xian de Kangmar                | 康马县              | Kāngmǎ Xiàn        |
| Préfecture de Xigazê 日喀则地区 Rìkāzé Dìqū | Xian de Dinggyê                | 定结县              | Dìngjié Xiàn       |
| Préfecture de Xigazê 日喀则地区 Rìkāzé Dìqū | Xian de Zhongba                | 仲巴县              | Zhòngbā Xiàn       |
| Préfecture de Xigazê 日喀则地区 Rìkāzé Dìqū | Xian de Yadong                 | 亚东县              | Yàdōng Xiàn        |
| Préfecture de Xigazê 日喀则地区 Rìkāzé Dìqū | Xian de Gyirong                | 吉隆县              | Jílóng Xiàn        |
| Préfecture de Xigazê 日喀则地区 Rìkāzé Dìqū | Xian de Nyalam                 | 聂拉木县            | Nièlāmù Xiàn       |
| Préfecture de Xigazê 日喀则地区 Rìkāzé Dìqū | Xian de Saga                   | 萨嘎县              | Sàgā Xiàn          |
| Préfecture de Xigazê 日喀则地区 Rìkāzé Dìqū | Xian de Gamba                  | 岗巴县              | Gǎngbā Xiàn        |
| Préfecture de Ngari 阿里地区 Ālǐ Dìqū       | Xian de Gar                    | 噶尔县              | Gá'ěr Xiàn         |
| Préfecture de Ngari 阿里地区 Ālǐ Dìqū       | Xian de Burang                 | 普兰县              | Pǔlán Xiàn         |
| Préfecture de Ngari 阿里地区 Ālǐ Dìqū       | Xian de Zanda                  | 札达县              | Zhádá Xiàn         |
| Préfecture de Ngari 阿里地区 Ālǐ Dìqū       | Xian de Rutog                  | 日土县              | Rìtǔ Xiàn          |
| Préfecture de Ngari 阿里地区 Ālǐ Dìqū       | Xian de Gê'gyai                | 革吉县              | Géjí Xiàn          |
| Préfecture de Ngari 阿里地区 Ālǐ Dìqū       | Xian de Gêrzê                  | 改则县              | Gǎizé Xiàn         |
| Préfecture de Ngari 阿里地区 Ālǐ Dìqū       | Xian de Coqên                  | 措勤县              | Cuòqín Xiàn        |

1 Juridiction indépendante de facto, fait nominalement partie du xian de Nyima.

## Référence
- (en) THDL Gazetteer of Tibet & the Himalayas